# Atrociraptor
Atrociraptor marshalli ("Marshallis grymma tjuv") är en påstådd dromeosaurid från Kanada, som levde för cirka 70 miljoner år sedan.
Det som hittats är bland annat delar av huvudet, och tänder. Tänderna skiljer sig i form från andra dromeosaurider.
Det vetenskapliga släktnamnet är bildat av de latinska orden atroci (grymt) och raptor (rövare). Artepitetet hedrar fossilets upptäckare Wayne Marshall.
Atrociraptor var ett litet djur med en skalle som uppskattningsvis var 17 cm lång.